# الطريق الجهوية رقم 51 (تونس)
الطريق الجهوية رقم 51 أو ط ج 51 طريق ثانوية تونسية تصل بين الطريق الوطنية رقم 11 والطريق الوطنية رقم 7 على مستوى قرية تمرة.